# Stefan Denković
Stefan Denković (ur. 16 czerwca 1991 w Belgradzie) – czarnogórski piłkarz występujący na pozycji pomocnika w serbskim klubie FK Igman Konjic. Wychowanek Crvenej zvezdy Belgrad, w swojej karierze reprezentował także barwy FK Sopot, Hapoelu Hajfa, Vojvodiny Nowy Sad, Puskás Akadémii, Zawiszy Bydgoszcz, Osotspa Samut Prakan, FK Zemun, FK Bokelj i Sutjeski Nikšić. Były młodzieżowy reprezentant Czarnogóry.

## Sukcesy

### Hapoel Hajfa
- Toto Cup: 2012/13